# Richard al III-lea (piesă de teatru)
Richard al III-lea este o piesă istorică de William Shakespeare scrisă cândva în 1591 și care descrie scurta domnie a regelui Richard al III-lea al Angliei.